# Erwin Valdebenito

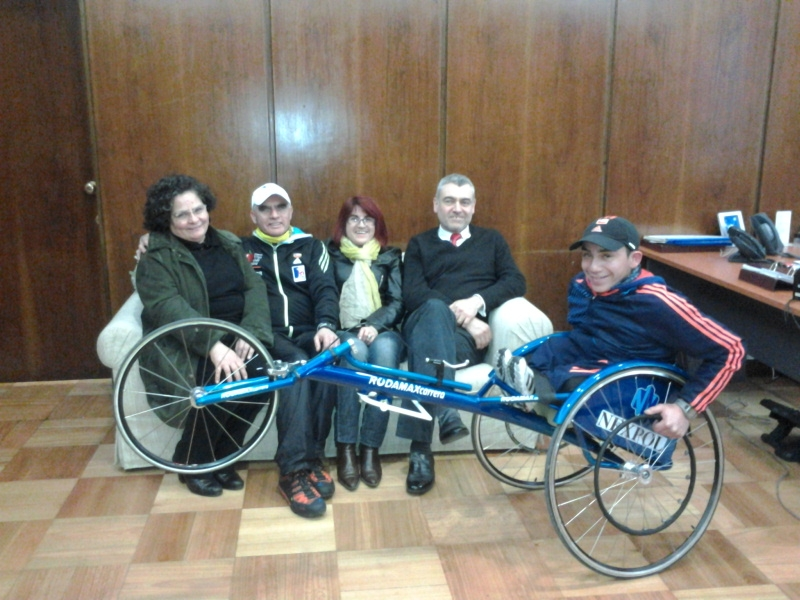
Erwin Valdebenito presenta la primera silla de ruedas deportiva hecha en Chile, fabricada y donada por la empresa Nexpol para José Sapiain, alumno de Erwin.

Erwin Valdebenito (Santiago, Chile, 1964) es un atleta chileno especialista en pruebas de largas distancias. Ha ganado varias maratones y consiguió el segundo lugar en las "24 horas de Queen Creek", Arizona, el año 2002.
Se hizo conocido por trotar cada mañana los 23 kilómetros que separan su casa en San Bernardo de su trabajo en el Instituto de Previsión Social, en el centro de Santiago de Chile.
El 13 de abril de 2007, rompió el récord mundial de kilómetros recorridos en una trotadora estática en un lapso de 24 horas, completando 248 kilómetros, y quebrando la marca establecida en el World Record Guinness por el estadounidense Christopher Benglard, con 247,45 kilómetros.
Ha promovido la inclusión de personas con capacidades diferentes (ciegos, sordos, personas con parálisis cerebral o en sillas de ruedas, etc.) en todas sus iniciativas, y para la Teletón 2007 logró que tiendas Johnson´s y Autopista Americo Vespucio Norte ayudara con una fuerte suma de dinero al correr entre sus  locales durante doce horas.
En 2012 lanzó la iniciativa "IPS Saludable" que promovió el ejercicio físico entre los funcionarios(as) del  Instituto de Previsión Social. En menos de un año logró 200 personas entrenando regularmente, incluyendo la participación de 156 funcionarios(as) en la Maratón Internacional de Mendoza 2012. Por sus méritos deportivos y de liderazgo, la primera dama de Chile  Cecilia Morel lo nombró embajador del programa Elige Vivir Sano, iniciativa orientada a promover hábitos saludables entre los chilenos.
En esa maratón participaron varios de sus alumnos en sillas de ruedas, y ahí concibió construir para ellos sillas deportivas en Chile, dado el alto costo de las importadas. De regreso en Chile, consiguió el diseño y la fabricación por parte de la empresa NEXPOL METAL LTDA, que ya ha producido y financiado dos de estas sillas deportivas (3 kg.). Los dos alumnos están entrenando para conseguir oro paralímpico en Brasil 2016.
En 2013 creó la Fundación Chile Saludable y una productora homónima para ampliar el alcance de su iniciativa desde cientos a miles.